# Supercoupe d'Italie de football 2020
Navigation
Supercoupe d'Italie 2019 Supercoupe d'Italie 2021
La Supercoupe d'Italie 2020 est la 33e édition de la Supercoupe d'Italie, épreuve qui oppose le  champion d'Italie au vainqueur de la Coupe d'Italie.
La Juventus, champion d'Italie 2019-2020 affronte la SSC Naples, vainqueur de la Coupe d'Italie 2019-2020, au Stadio di Reggio Emilia Città del Tricolore dans la ville de Reggio d'Émilie, le 20 janvier 2021.
La Juve s'impose sur le score de 2 buts à 0, et remporte ainsi la neuvième Supercoupe d'Italie de son histoire.

## Feuille de match
| Supercoupe d'Italie 2020 | Juventus FC                  | 2 - 0   | SSC Naples | Stadio di Reggio Emilia Città del Tricolore, Reggio d'Émilie |                          |
| 20 janvier 2021          | C.Ronaldo 64e · Morata 90+5e | (0 - 0) |            | Arbitrage : Paolo Valeri                                     | Arbitrage : Paolo Valeri |
| 20 janvier 2021          | (en) Rapport                 |         |            | Arbitrage : Paolo Valeri                                     | Arbitrage : Paolo Valeri |

| Juventus | Naples |